# 平野絢規
平野 絢規（ひらの あやき、2013年6月17日 - ）は、日本の子役。2019年よりクラージュキッズ所属し、2025年4月30日に卒業した。

## 人物
- 2019年、第7回Lucakids×クラージュコラボオーディションでグランプリを獲得。[3]

## 出演

### テレビドラマ
- 時効警察はじめました（テレビ朝日 金曜ナイトドラマ）
- 鈍色の箱の中で（2020年2月9日 - 3月15日、テレビ朝日 360°ドラマ）- 真田利津（神尾楓珠 幼少期）役[4]
- 当確師（2020年12月27日、テレビ朝日）[5]
- どんぶり委員長（2020年10月25日 - 2021年1月3日、BSテレ東 真夜中ドラマ）- 吉田（小西詠斗 幼少期）役[6]
- 青天を衝け 第1話（2021年2月14日、NHK 大河ドラマ）[7]
- ナイト・ドクター 第3話（2021年7月5日、フジテレビ 月9）- 洋斗 役[8]
- SUPER RICH 第10話（2021年12月16日、フジテレビ 木曜劇場）- 宮村空（町田啓太 幼少期）役[9]
- 先生のおとりよせ 第6話（2022年5月14日、テレビ東京 ドラマ25）- 榎村遥華（主人公・向井理 幼少期）役
- 刑事7人SEASON8 第3話（2022年7月27日、テレビ朝日）- 園田星也 役[10]
- 祈りのカルテ 第6話（2022年11月12日、日本テレビ 土10）- 男児 役[11]
- 横山秀夫サスペンス ペルソナの微笑（2023年1月23日、テレビ東京）- 野球帽の少年 役
- リバーサルオーケストラ 第7話（2023年2月22日、日本テレビ）- 三島彰一郎（永山絢斗 9歳時）役[12]
- unknown 第2話（2023年4月25日、テレビ朝日）- 朝田虎松（田中圭 9歳時）役[13]
- 弁護士ソドム 第2話（2023年5月5日、テレビ東京）- 八雲カイ（加藤清史郎 幼少期）役[14]
- テイオーの長い休日（2023年6月3日 - 、東海テレビ・フジテレビ 土ドラ）- 吉田理輝 役[15][16]
- コタツがない家 第4話（2023年11月8日、日本テレビ）
- 作りたい女と食べたい女 シーズン2 第16話（2024年2月6日、NHK総合） - 男の子 役
- Re:リベンジ-欲望の果てに- 第1話（2024年4月11日、フジテレビ） - 大友郁弥（錦戸亮 幼少期） 役
- タカラのびいどろ 第1話（2024年7月1日、BS朝日） - 中野大進（小西詠斗 幼少期) 役[17]
- 降り積もれ孤独な死よ 第1話（2024年7月7日、読売テレビ・日本テレビ）[18]
- 仮面ライダーガヴ 第1話・第2話・第44話（2024年9月1日・8日、2025年7月20日、テレビ朝日） - 廣井始 役
- 連続テレビ小説 虎に翼（2024年9月9日 - 26日、NHK） - 猪爪直正 役[19]
- 潜入兄妹 特殊詐欺特命捜査官 第5話・第7話（2024年11月2日・16日、日本テレビ）[20]
- フォレスト 第2話・第3話・第4話・第5話・第7話（2025年1月19・26日、2月2・9・23日 朝日放送テレビ）- 一ノ瀬純（岩田剛典 幼少期） 役[21]

### 映画
- 樹海村（2021年2月5日公開、東映）
- 法廷遊戯（2023年11月10日公開、東映） - 結城馨[注 1]（幼少期） 役
- 化け猫あんずちゃん（2024年7月19日公開、「化け猫あんずちゃん」製作委員会[22]) 井上役[23]
- 徒花-ADABANA- (2024年10月18日公開) - 新次（井浦新 幼い頃）役 [24]
- あたしの! （2024年11月8日公開、TBSスパークル） - 御共直己（木村柾哉 幼少期） 役[25]
- 僕のなかのブラウニー（2025年1月3日公開、夢何生） - 森本和樹 役 (主演)[26]

### テレビ番組
- 行列のできる法律相談所（日本テレビ）- 市村正親 息子 役
- 出没!アド街ック天国（テレビ東京）
- 所JAPAN（関西テレビ・フジテレビ）
- パパジャニWEST（TBS テッペン!）
- 痛快TV スカッとジャパン（フジテレビ）- 大沢洋平 役
- 坂上&指原のつぶれない店（TBS）- こがけん（幼少期）役
- ザ!世界仰天ニュース（2022年6月21日、日本テレビ）- 少年 役[27]
- 全力!脱力タイムズ（フジテレビ）[28]

### 雑誌
- 第7回 Lucakids x クラージュ コラボオーディショングランプリ[29]
- てれびくん（小学館）1月号

### CM
- からだにユーグレナ - ちびレーザー 役
- イソジンクリアうがい薬
- こどもパズル 鬼滅の刃 其の弐
- タカラトミー「カブトボーグ ラッシュバトルDXアリーナセット」[30]
- 「レバウェル看護」篇[31]

### WEB
- 進研ゼミ小学講座（ベネッセ）

### MV
- 清水翔太『More than friends』
- 杉本琢弥『Believe it leap』[32]